# Museo dell'ombrello e del parasole
Il Museo dell'ombrello e del parasole è un museo situato a Gignese, provincia del Verbano-Cusio-Ossola.
Il museo, unico al mondo dedicato a questi oggetti,  è stato fondato nel 1939 su iniziativa dell'agronomo Igino Ambrosini (1883 - 1955) originario di una famiglia di ombrellai e che nel 1934 aveva già fondato, sempre a Gignese, il giardino botanico Alpinia.
La prima sede fu presso l'edificio delle scuole elementari, nel 1976 avvenne il trasferimento nella sede attuale, un edificio dalla pianta particolare che ricorda tre ombrelli aperti affiancati.
La collezione comprende oltre 1500 pezzi, tra di essi non solo ombrelli e parasole ma anche impugnature e bastoni da passeggio che coprono un arco storico dall'800 ai tempi moderni. Fanno parte della raccolta alcuni pezzi appartenuti a personaggi celebri tra i quali un parasole della regina Margherita di Savoia, che era solita villeggiare nella vicina Stresa.
Il piano superiore è dedicato alla vita dei lusciat, gli ombrellai, vi sono esposte attrezzature per la riparazione, foto d'epoca e oggetti legati alla vita di questi artigiani ambulanti. Questo mestiere particolarmente diffuso nel Vergante trova altri riconoscimenti in alcuni monumenti dedicati agli ombrellai presenti nei comuni limitrofi come Brovello-Carpugnino e Nebbiuno.
Particolare il pannello dedicato al gergo specifico, chiamato tarùsc, con il quale gli ombrellai comunicavano tra di loro.